# Incognito (альбом Аманды Лир)
Incognito (с англ. — «Инкогнито») — пятый студийный альбом французской певицы Аманды Лир, выпущенный в 1980 году западногерманским лейблом Ariola Records.

## Об альбоме
После Diamonds for Breakfast Аманде Лир захотелось записать больше музыки на свой вкус. Певица объединилась с продюсером Тревором Хорном и начала записывать рок-альбом в Лондоне, однако Ariola Records не одобрила материал и уговорила её работать над новым альбомом с Энтони Монном. Материал, спродюсированный Монном, продолжал отход от диско-музыки, которая к началу 1980-х годов утратила свою популярность, и вместо этого делал шаг в сторону новой волны. Трек «New York» был первоначально записан Франсисом Ле и включён в его альбом 1980 года Paris — New York. «If I Was a Boy» — это кавер-версия песни, ранее записанной итальянским певцом Вальтером Фоини, с новыми текстами на английском языке, написанными Амандой.
Incognito — это концептуальный альбом, в котором каждая песня имеет отношение к определённому «смертному греху», как представляла себе Аманда, включая два из первоначальных семи смертных грехов. Аманда уточнила в примечаниях: «Идя Incognito за своими темными очками в будущем мире не так далеко, я вижу смертные грехи. Борясь за выживание (это закон джунглей), мы встречаем зависть, насилие, жадность, страх, безразличие и даже бюрократию и ностальгию, это мой любимый грех, который помогает принять будущее». Она также цитировала «Ад — это то, кто (где) вы на самом деле» из Роберта Шекли. Большинство треков на первой стороне — это попурри, формула, ранее использовавшаяся на альбоме 1978 года Sweet Revenge. Название альбома происходит от текста песни «New York», которая завершает сюиту на первой стороне.
Песня «Égal» была выпущена в качестве ведущего сингла с альбома и имела лишь умеренный успех в Германии. Далее синглы, выпущенные исключительно на разных территориях, включали «Love Amnesia» в Италии, «Nymphomania» в Скандинавии, «Red Tape» во Франции (подкрепленная французской версией «New York», отсутствующей на альбоме) и «Hollywood Is Just a Dream When You’re Seventeen» в Бразилии. Ни один из последующих синглов не имел успеха в чартах. Сам альбом стал первым для Лир, не попавшим в чарты Германии, её крупнейшего рынка сбыта до этого момента, но был встречен умеренным успехом в скандинавских странах и Латинской Америке. Для южноамериканского рынка Аманда перезаписала три песни на испанском языке: «Égal» как «Igual», «Berlin Lady» как «Dama de Berlin» и «Nymphomania» как «Ninfomanía». «Igual» был выпущен как сингл на испаноязычных территориях, поддержанный «Ninfomanía». Специальная аргентинская версия альбома включала в себя как «Igual», так и «Dama de Berlin», но «Nymphomania» была удалена из трек-листа.
Права на бэк-каталог Ariola-Eurodisc в настоящее время принадлежат Sony BMG. Как и большинство альбомов Аманды эпохи Ariola Records, Incognito не получил официального переиздания компакт-диске.

## Список композиций

### Стандартное издание
| №  | Название                                                     | Автор(ы)                              | Длительность |
| -- | ------------------------------------------------------------ | ------------------------------------- | ------------ |
| 1. | «Hollywood Is Just a Dream When You’re Seventeen» (Laziness) | Ханне Халлер, Энтони Монн, Аманда Лир | 4:50         |
| 2. | «Love Amnesia» (Indifference)                                | Юджин Моул                            | 3:45         |
| 3. | «Red Tape» (Bureaucracy)                                     | Энтони Монн, Аманда Лир               | 3:28         |
| 4. | «New York» (Fear)                                            | Франсис Ле, Аманда Лир                | 4:28         |

| №  | Название                  | Автор(ы)                     | Длительность |
| -- | ------------------------- | ---------------------------- | ------------ |
| 1. | «Égal» (Pride)            | Энтони Монн, Аманда Лир      | 4:08         |
| 2. | «Berlin Lady» (Nostalgia) | Питер Диббенс, Майк Степстон | 3:22         |
| 3. | «Nymphomania» (Greed)     | Пьер Макабал, Майк Готи      | 3:27         |
| 4. | «If I Was a Boy» (Envy)   | Уолтер Фоини, Аманда Лир     | 4:10         |
| 5. | «Made in France» (Anger)  | Патрик Джеймс, Аманда Лир    | 2:10         |

### Латиноамериканское издание
| №  | Название                                                       | Автор(ы)                              | Длительность |
| -- | -------------------------------------------------------------- | ------------------------------------- | ------------ |
| 1. | «Hollywood es un sueño cuando tienes diecisiete años» (Pereza) | Ханне Халлер, Энтони Монн, Аманда Лир | 4:50         |
| 2. | «Amnesia de amor» (Indiferencia)                               | Юджин Моул                            | 3:45         |
| 3. | «Cinta roja» (Burocracia)                                      | Энтони Монн, Аманда Лир               | 3:28         |
| 4. | «Nueva York (New York)» (Miedo)                                | Франсис Ле, Аманда Лир                | 4:28         |

| №  | Название                        | Автор(ы)                     | Длительность |
| -- | ------------------------------- | ---------------------------- | ------------ |
| 1. | «Igual» (Orgullo)               | Энтони Монн, Аманда Лир      | 4:08         |
| 2. | «Dama de Berlin» (Nostalgia)    | Питер Диббенс, Майк Степстон | 3:22         |
| 3. | «Si yo fuera un niño» (Envidia) | Уолтер Фоини, Аманда Лир     | 4:10         |
| 4. | «Hecho en Francia» (Ira)        | Патрик Джеймс, Аманда Лир    | 2:10         |

## Чарты
| Чарт (1981)                | Высшая позиция |
| -------------------------- | -------------- |
| Норвегия (VG-lista)        | 19             |
| Швеция (Sverigetopplistan) | 28             |